# Casuzze
Casuzze è una frazione marinara del comune di Santa Croce Camerina nel libero consorzio comunale di Ragusa, sulla costa meridionale della Sicilia. Il borgo è situato a circa 4 km a sud dal paese. La frazione sorge su di un'area pianeggiante affacciata a sud sulla costa del mar Mediterraneo a ridosso di una spiaggia sabbiosa lunga poco più di 1 km. Il torrente Grasullo segna il confine orientale con Marina di Ragusa mentre ad occidente Casuzze confina con la frazione di Punta Secca.

## Storia
Nel quartiere di Kaukana si trova il parco archeologico di un'antica città portuale del periodo della colonizzazione greca in Sicilia. Fino agli anni cinquanta la frazione era composta da una piccola borgata di età feudale ed un approdo per le barche dei pescatori. Tra gli anni sessanta e novanta l'area è stata soggetta ad una smisurata espansione edilizia vista la vicinanza a Marina di Ragusa e molti ragusani vi costruirono la loro residenza estiva. La crescita della frazione fu caratterizzata da un diffuso abusivismo edilizio che ha portato la cementificazione urbana a ridosso della spiaggia. La borgata, popolata da un centinaio di abitanti nei mesi invernali, durante i mesi estivi si riempie di vacanzieri provenienti dalle città vicine.

## Infrastrutture e trasporti
Il servizio di trasporto pubblico viene svolto da un'autolinea locale che collega la frazione a Santa Croce e Ragusa.